# Allograea tomentosa
Allograea tomentosa is een krabbensoort uit de familie van de Bythograeidae. De wetenschappelijke naam van de soort is voor het eerst geldig gepubliceerd in 2002 door Guinot, Hurtado & Vrijenhoek.